# RepRap Fisher

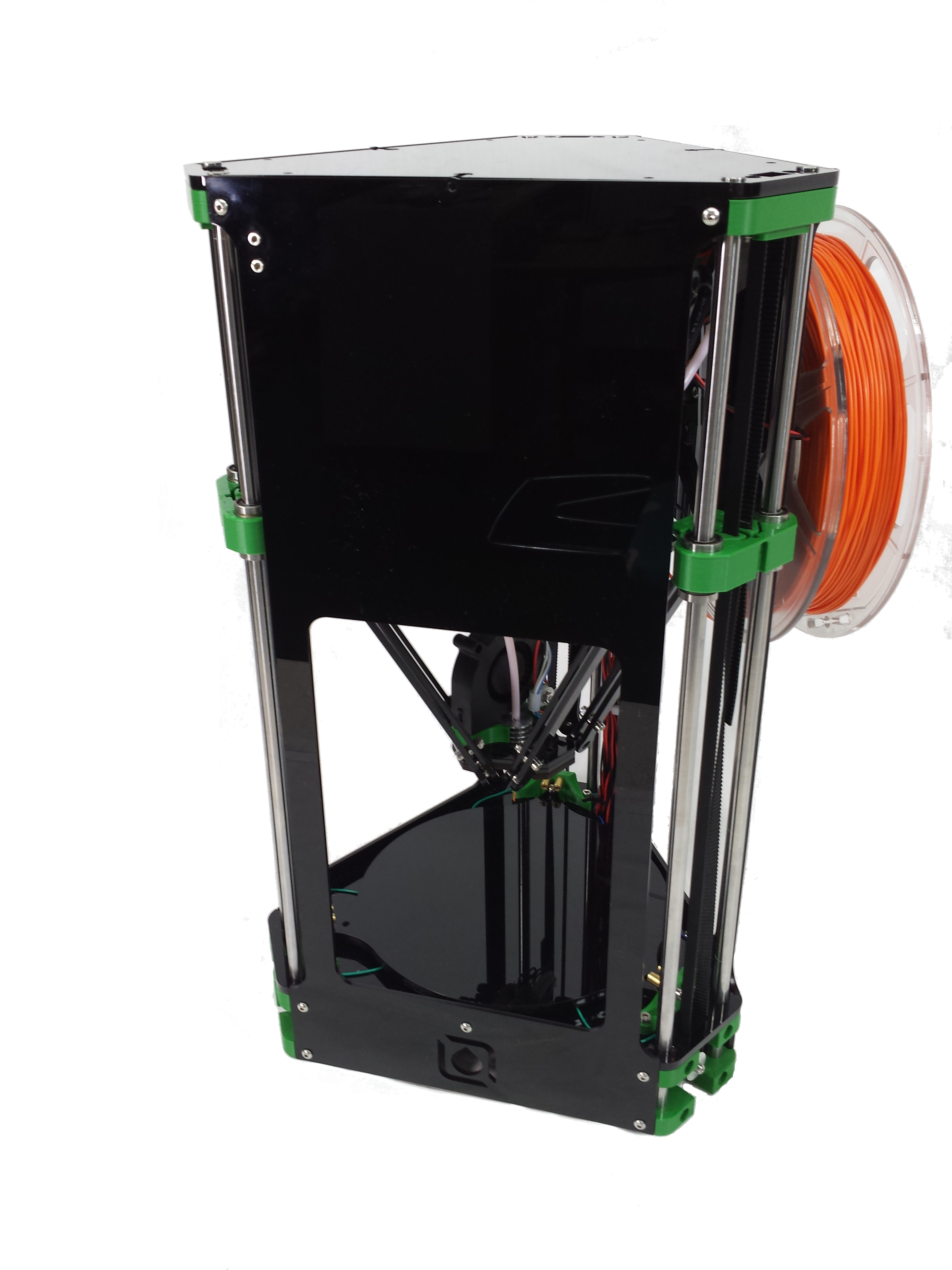

RepRap Fisher — 3D-принтер з відкритим вихідним кодом, частина RepRap проєкту. Модель отримала назву на честь англійського статистика і біолога Рональда Фішера.
RepRap Fisher має робочий простір діаметром 150 мм і 180 мм заввишки при роздільній здатності друку 12.5 мкм у всіх напрямках. Пристрій обладнаний читачем мікро SD-карт, USB та Ethernet підключенням.
В основі конструкції лежить платформа Г'ю—Стюарта.